# Orde van de Eikenkroon
De Orde van de Eikenkroon (Letzeburgs en Frans: Ordre de la couronne de Chêne, Duits: "Orden der Eichenkrone") is een orde van het groothertogdom Luxemburg. De groothertog van Luxemburg is de grootmeester van de orde.

## Geschiedenis
De Orde van de Eikenkroon werd in 1841 ingesteld door groothertog Willem II. De koning voelde behoefte aan een Luxemburgse orde van verdienste en wilde het instellen van de eerste Luxemburgse grondwet luister bijzetten. Het lint, de oorspronkelijke verdeling in vier klassen en de vorm van het kruis van de orde waren geïnspireerd door de Russische Orde van Sint-George. Willem II was gehuwd met een tsarendochter en was zelf om zijn rol in de Slag bij Waterloo met die orde onderscheiden.
Luxemburg werd, ondanks het lidmaatschap van de Duitse Bond, tijdens de regering van Willem I als een Nederlandse provincie bestuurd. In 1841 besloot Willem II dat het groothertogdom een eigen grondwet (afgekondigd op 1 januari 1842), een eigen regering (administratieve scheiding op 13 september 1841) en een eigen parlement zou krijgen. Het Groothertogdom Luxemburg kreeg op 29 december 1841 een eigen ridderorde.
De "Wet op de Instelling van de Orde van de Nederlandse Leeuw" uit 1815 en de versierselen van de Orde van Sint-George werden min of meer gekopieerd. De orde kreeg vier graden. De bepaling over een kapittel die in de Wet op de Orde van de Nederlandse Leeuw altijd een dode letter is gebleven werd in het Luxemburgse decreet niet overgenomen. Over de financiën wenste de koning-groothertog, ondanks een voorstel om ieder jaar een bedrag op te nemen op de begroting van Luxemburg, niets vast te leggen.
Door de snelle besluitvorming, alle stappen werden tussen 10 november en 29 december genomen, kon de orde nog vóórdat de Grondwet van kracht werd worden gesticht. Dat betekende dat de absolutistisch regerende koning-groothertog de orde als zijn eigen bezit en zijn exclusieve domein kon zien. Het betekende ook dat het besluit veel lacunes en onvolkomenheden kende die later moesten worden hersteld.
De koning-groothertog kocht de versierselen zelf in en verleende ze naar eigen inzicht of op voordracht van zijn Luxemburgse en Nederlandse regeringen. Omdat Willem III het bezwaarlijk vond om uit zijn eigen kas de versierselen van de door zijn ministers uitverkoren decorandi te betalen gingen de betrokken Luxemburgse autoriteiten er in 1854 toe over om ook zelf versierselen te bestellen, dan wel de koning-groothertog schadeloos te stellen voor verleningen op voordracht van de Luxemburgse ministers. In Nederland betaalde vooral het Ministerie van Buitenlandse Zaken de door de koning op ministerieel verzoek uitgereikte kruisen en sterren van de Orde van de Eikenkroon.
Anders dan in Nederland waar de ministers politiek verantwoordelijk waren voor de koninklijke besluiten waarin ridderorden en andere onderscheidingen werden verleend en waar de ministers vooral na 1848 hun grondwettelijke taak zo uitoefenden dat de koning geen decoraties uit kon delen zonder medewerking van de ministers liet de Luxemburgse regering de koning-groothertog vrij spel in zijn decoratiebeleid. Na 1854 werden de verleningen aan Luxemburgse onderdanen gedekt door de ministeriële verantwoordelijkheid van het Luxemburgse kabinet. In het buitenland liet men de koning-groothertog verder zijn gang gaan.
Willem II verleende de Orde van de Eikenkroon 30 maal. Hij was net als zijn vader Willem I zuinig met decoraties in het kleine groothertogdom, In de jaren 1815-1840 werden in Luxemburg zeventien ridderkruisen van de Orde van de Nederlandse Leeuw uitgereikt. Willem II liet tijdens zijn negenjarige regering 18 Luxemburgers met de Nederlandse Leeuw decoreren. Zijn opvolger Willem III was erg tevreden met een onderscheiding die hij geheel naar eigen inzicht kon uitdelen en verleende al op de dag van zijn inhuldiging 300 kruisen. In de daaropvolgende jaren verleende hij nog vele honderden onderscheidingen in deze orde. Hoewel het een Luxemburgse orde betrof, verleende koning-groothertog Willem III de orde zo vaak in Nederland dat zij werd gezien als een deel van het Nederlandse decoratiestelsel.
Om de Nederlandse Orde van de Nederlandse Leeuw exclusief te houden en de Tweede Kamer die steeds bezwaar maakte tegen de overschrijdingen van de begroting van de Kanselarij van de Nederlandse Ridderorden niet te bruuskeren vroegen de ministers geregeld om Luxemburgse onderscheidingen voor Nederlandse onderdanen. Men voelde soms een dringende behoefte om iemand te onderscheiden maar achtte deze te licht om ridder in de Orde van de Nederlandse Leeuw te zijn. Koning Willem III der Nederlanden ging in zo'n geval veelal met het toekennen van "zijn" Luxemburgse decoraties akkoord. Toen de Luxemburgse orden na 1890 niet meer ter beschikking van de Nederlandse koning en zijn regering stonden werd in 1892 ter vervanging een Orde van Oranje-Nassau ingesteld.
Toen Willem III in 1890 overleed, volgde zijn dochter Wilhelmina hem immers niet op in Luxemburg. De Luxemburgse grondwet stond opvolging in vrouwelijke lijn niet toe. Groothertog van Luxemburg werd, door de bepalingen van het Erneuerte Nassauische Erbverein uit 1783, hertog Adolf van Nassau. Adolf werd grootmeester van de Orde van de Eikenkroon en de orde werd weer een puur Luxemburgse onderscheiding. De nieuwe groothertog en zijn opvolgers regeerden strikt constitutioneel en de orden van Luxemburg werden in het vervolg onder ministeriële verantwoordelijkheid verleend.
Sindsdien wordt de Orde van de Eikenkroon vooral aan onderdanen van Luxemburg verleend. Daarnaast is ook een aantal leden van Europese koninklijke families, waaronder prins Claus en prins Charles, in de orde opgenomen.
Tijdens de Tweede Wereldoorlog werd Luxemburg door Duitsland bezet en zelfs geannexeerd. Het verzet in Luxemburg en Luxemburgse onderdanen die aan de zijde van de geallieerden vochten, konden worden onderscheiden met een zilveren palm. Deze palm werd op het lint van de Orde van de Eikenkroon of de Orde van Verdienste van Adolf van Nassau gedragen. Grootkruisen, grootofficieren en commandeurs in de Orde van de Eikenkroon droegen hun palm op het lint van een officierskruis van hun orde.

## De juridische positie van de Orde van de Eikenkroon in de periode 1841 - 1891
De Nederlandse Grondwet schreef voor dat een ridderorde bij wet moest worden ingesteld en dat een Nederlands onderdaan voor het aannemen van vreemde ridderorden verlof van de koning moest ontvangen. Willem III vond het absurd dat een van zijn onderdanen hem moest vragen om aan te nemen wat hij zelf in een andere hoedanigheid had verleend. Dat de Koning der Nederlanden en de Groothertog van Luxemburg twee verschillende rechtspersonen waren was iets dat de vorst niet in wenste te zien. Daarom werd de Orde van de Eikenkroon ten onrechte niet als een "vreemde" oftewel buitenlandse onderscheiding beschouwd. Toestemmingen voor het dragen van de versierselen zijn dan ook niet verleend. Omdat de Nederlandse en Luxemburgse ministers moeilijk met de eigenzinnige, driftige en onberekenbare koning-groothertog Willem III konden werken werd van ministeriële zijde niet aangedrongen op het voorgeschreven contraseign op benoemingsbesluiten.
Van de in de statuten van de orde voorgeschreven vermelding in de Nederlandse Staatscourant kwam op grond van de onduidelijke positie van de Orde van de Eikenkroon die tegelijk wél en geen vreemde orde was niets. Van de vermelding in het Mémorial, de Luxemburgse Staatscourant, kwam bij benoemingen van niet-Luxemburgers evenmin iets terecht, zodat een aantal benoemingen nergens zijn gepubliceerd.,
In het instellingsbesluit en in de statuten van de Orde van de Eikenkroon hield de grootmeester zich het recht voor om zelf te beslissen wanneer men op grond van een onterende veroordeling het recht om de orde te dragen verloren had. Bij de Orde van de Nederlandse Leeuw ging het lidmaatschap van een orde bij een definitief in kracht getreden onterend vonnis (een veroordeling wegens een misdrijf) automatisch verloren. Over de teruggave van de versierselen na een bevordering binnen de orde of het overlijden van een lid van de orde werd in 1841 niets geregeld. Deze omissie werd pas gerepareerd toen in 1844 een Luxemburgse weduwe weigerde om het ridderkruis van haar overleden echtgenoot terug te geven. De koning-groothertog nam een koninklijk besluit met terugwerkende kracht. De weduwe wachtte het besluit niet af en gaf het kruis met veel tegenzin terug.

## De positie van de Orde van de Eikenkroon in het Nederlandse decoratiestelsel
Jarenlang werd de Orde van de Eikenkroon in de praktijk als de tweede Nederlandse civiele orde gebruikt. De Nederlandse ministers maakten dankbaar gebruik van de mogelijkheid om de Orde van de Nederlandse Leeuw exclusief te houden en koning Willem III die zich in zijn koninklijke patronage gehinderd voelde door het voor benoemingen in de Orde van de Nederlandse Leeuw vereiste ministeriële contraseign maakte dankbaar gebruik van de orde om in Nederland zijn partijgangers en personen die bij hem in de gunst waren te onderscheiden.
De onderlinge verhoudingen tussen de Militaire Willems-Orde, de Orde van de Nederlandse Leeuw, de Orde van de Eikenkroon en later de Orde van de Gouden Leeuw van Nassau en hun hiërarchie zijn nooit formeel vastgelegd.
De koning wenste geen voordrachten van ridders in de Militaire Willems-Orde voor benoemingen tot ridder in de Orde van de Eikenkroon te ontvangen. Toch is het daarvan, bij uitzondering, wél gekomen. In principe vielen de in die dagen voor moed en trouw in de gevechten in Nederlands-Indië verleende Militaire Willems-Orde en de door de koning als persoonlijk blijk van zijn waardering uitgereikte Orde van de Gouden Leeuw van Nassau buiten de hiërarchie der orden. Ook was de koning "niet gewoon" om een ridder in de Orde van de Nederlandse Leeuw tot ridder of officier in de Orde van de Eikenkroon te benoemen.
De algemeen aanvaarde hiërarchie was als volgt:
- Grootkruis in de Orde van de Nederlandse Leeuw
- Grootkruis in de Orde van de Eikenkroon
- Commandeur in de Orde van de Nederlandse Leeuw
- Grootofficier in de Orde van de Eikenkroon
- Commandeur in de Orde van de Eikenkroon
- Ridder in de Orde van de Nederlandse Leeuw
- Officier in de Orde van de Eikenkroon
- Ridder in de Orde van de Eikenkroon

De positie van de Broederschap van de Nederlandse Leeuw binnen deze hiërarchische verhouding is onduidelijk. Het is voorgekomen dat Broeders tot Ridder in de Orde van de Eikenkroon werden benoemd.

## Graden
Tegenwoordig heeft de Orde van de Eikenkroon vijf graden:
- Grootkruis; draagt een lint over de rechterschouder en een ster op de linkerborst;
- Grootofficier; draagt een kruis aan een lint om de hals en een kruis op de linkerborst;
- Commandeur; draagt een kruis aan een lint om de hals;
- Officier; sinds 1858, draagt een kruis met gouden eikenloof aan een lint met een rozet;
- Ridder; draagt een kruis aan een lint.

Daarnaast zijn aan de orde gouden, zilveren en bronzen medailles verbonden.

## Draagwijze
Voor militairen is de draagwijze van orden en onderscheidingen door hun bevelhebbers tegenwoordig nauwkeurig vastgelegd. De Nederlandse officieren en onderofficieren droegen in de 19e eeuw hun versierselen lange tijd naar eigen inzicht en in een zelfbepaalde volgorde. Men ziet op foto's uit die tijd het "Oostenrijkse" driehoekig lint, Pruisische vierkant opgemaakte linten, Pruisische U-vormig opgemaakte linten en modelversierselen. In de 20e eeuw gingen Nederlandse militairen hun onderscheidingen volgens de inmiddels voorgeschreven Pruisische opmaak dragen. In de loop der jaren werd het steeds gebruikelijker om in plaats van het versiersel of de eremedaille een baton te dragen.
Buitenlanders droegen hun versierselen op de wijze die in hún land gebruikelijk was.
Burgers waren en zijn vrijer in het dragen van hun onderscheidingen dan geüniformeerden. In de tweede helft van de 19e eeuw werd het minder gebruikelijk om zijn onderscheidingen iedere dag op een geklede jas te dragen. In plaats daarvan ging men knoopsgatversieringen in de vorm van rozetten en strikjes dragen. De dragers van de drie eremedailles mochten geen lint van de orde dragen zonder dat de medaille werd getoond. Zo werd het onderscheid tussen een ridder en lid van de Orde van de Eikenkroon en een nederiger drager van de daaraan verbonden medaille gehandhaafd. Het was niet ongebruikelijk om linten en rozetten te combineren of een grote rozet uit de linten van meerdere onderscheidingen te laten maken.
De versierselen werden gedragen op een geklede jas of op een rokkostuum waarbij het grootlint in aanwezigheid van vorstelijke personen over het vest werd gedragen. Op het revers van de jas draagt men miniaturen van de versierselen aan kleine lintjes of aan een kettinkje. In de late 20e eeuw raakte het rokkostuum enigszins in onbruik en werden de miniaturen ook wel op smokingjasjes gespeld.

## Versierselen van de orde
- Het juweel van de Orde gouden, wit geëmailleerd kruis pattée, het officierskruis draagt ook een eikenkrans tussen de armen van het kruis. Het centrale medaillon draagt een gekroonde gotische "W" als monogram op een groene achtergrond. Kruis en lint zijn geïnspireerd door de Russische Orde van Sint-George

Oorspronkelijk waren de versierselen van verguld zilver, goud en zilver. De medailles waren van massief goud, zilver en brons. Om te bezuinigen werden eerst verguld zilveren en later vergulde medailles van onedel metaal gefabriceerd. Het commandeurs- en grootofficierskruis waren tot in de regering van koning-groothertog Willem III even groot. Omdat de vorst meende dat het versiersel van een grootofficier groter moest zijn werden grotere (en duurdere) halskruisen besteld.
Het officierskruis is vanwege de gouden eikenkrans in de armen veel kostbaarder en bewerkelijker dan het ridderkruis.
- De “ster” van de grootkruisen is sinds 1858[4] een achtpuntige zilveren ster, grootofficieren dragen een zilveren Maltezer kruis, in beide gevallen in het zilver en meestal van briljantachtige facetten voorzien. Het centrale medaillon draagt in beide gevallen een gekroonde gotische "W" als monogram op een groene achtergrond met daaromheen een rode geëmailleerde band met het motto Je Maintiendrai (Ik zal handhaven) dit alles omringd door een groen geëmailleerde krans van eikenbladeren. Bij sommige medaillons zijn het gouden monogram en de koningskroon rood gevoerd.

Het huidige borstkruis van de grootofficier werd tussen 1841 en 1858 als versiersel van de grootkruisen voorgeschreven. De statuten spraken overigens van geborduurde sterren, en vorm van decoraties die ook toen al ouderwets en onpraktisch werd gevonden. In de praktijk ging men al snel over op metalen sterren.
- De medaille is achthoekig en toont het kruis van de orde. Op de keerzijde is een krans van eikenbladeren afgebeeld.
- Het lint van de orde is geel-oranje met drie donkergroene strepen.

De versierselen van de Orde van de Eikenkroon zijn veel minder kostbaar dan die van de Orde van Verdienste van Adolf van Nassau.
De eerste versierselen werden door Nederlandse juweliers vervaardigd. Ook de Luxemburgse regering kocht de versierselen jarenlang in Nederland. Toen bleek dat men veel van de versierselen goedkoper, zij het van verguld zilver in plaats van goud, bij ordefabrieken in Parijs kon bestellen ging het Ministerie in Luxemburg over op Frans fabricaat. De versierselen werden, met uitzondering van geborduurde sterren, in de periode van 1841 tot 1890 niet in Luxemburg zelf vervaardigd.

## De drie medailles verbonden aan de Orde van de Eikenkroon
Aan de Orde van de Eikenkroon werden in een Decreet van 5 februari 1858 drie medailles verbonden. In de zeer standsbewuste 19e eeuw was het ondenkbaar om een onderofficier, een lakei of iemand "die met zijn handen werkt" in een ridderorde op te nemen. Daarom werden aan de orden in veel gevallen medailles en kruisen verbonden waarvan het bezit iemand niet tot ridder of lid van een ridderorde maakte.
De medaille werd ontworpen door de Fransman Augustin Armand Caqué (geb. 1793 in Saintes (Departement Charante) - 1881 in Parijs), officieel "Graveur de l'Empereur", die eerder bij de Rijksmunt in Utrecht had gewerkt. Hij vroeg nadat zijn ontwerp was geaccepteerd om een medaille en werd op 19 februari 1861 als eerste onderscheiden met de gouden eremedaille verbonden aan de Orde van de Eikenkroon.
Van de medailles werd in de eerste jaren weinig gebruikgemaakt, ze waren kostbaar omdat ze van massief goud waren vervaardigd. Latere medailles zijn van verguld zilver of verguld onedel metaal.
Dergelijke medailles werden tijdens officiële bezoeken en staatsbezoeken vaak aan het lagere personeel van de gastheer toegekend. In Luxemburg werden veel medailles uitgereikt. Onder de ontvangers vindt men vooral veel douaniers, brandweerlieden en lagere ambtenaren. Soms werd de gouden medaille uitgereikt aan burgemeesters van kleinere plaatsen. Een van de medailles werd verleend voor het neerschieten van wat waarschijnlijk de laatste wolf in het groothertogdom was. Voor het redden van mensen werd een aantal malen de bronzen medaille uitgereikt, eenmaal zelfs aan een jongen van 13 jaar oud. Dat voor de bronzen medaille werd gekozen verklaart de faleristische literatuur uit het gebruik van brons voor reddingsmedailles in Nederland en het Verenigd Koninkrijk.
De ridderkruisen van de Orde van de Eikenkroon werden niet aan dames uitgereikt. Indertijd was men het in brede kringen over eens dat een dame geen ridder kon zijn. Een ridder was per definitie een man. Hoewel Napoleon I al vrouwelijke ridders in het Legioen van Eer had benoemd moesten Nederlandse en Luxemburgse dames nog tot in de 20e eeuw op een eerste ridderkruis wachten. Dames konden wel een medaille dragen en op 13 juni 1871 werd Marie Louise Vandernoot, veuve Maréchal, Président des dames Patronesses à Luxembourg, onderscheiden met een gouden medaille.
Koning-groothertog Willem III heeft spaarzaam gebruikgemaakt van de medailles. In Nederland werden ze weinig gebruikt. De medailles hebben desondanks model gestaan voor de in 1892 aan de Orde van Oranje-Nassau verbonden ere-medailles in goud, zilver en brons. Van de kostbare gouden medailles werden in de eerste tien jaar niet meer dan 11 stuks uitgereikt. In die jaren werden 88 zilveren en 70 bronzen medailles geleverd.
De achtergrond van deze terughoudendheid was dat de Europese regeringen niet gewoon waren de "gewone" man te onderscheiden. Ridderorden waren voor Heren van stand, een lid van de lagere standen kon hoogstens op een bronzen medaille voor moed hopen. In de loop van de 19e en 20e eeuw werd het onderscheiden van middenstanders, jubilerende arbeiders, leraren, onderwijzers en dergelijke ondergeschikte personen meer en meer gewoon.
Een juwelier slaat meestal geen medailles. De Nederlandse hofjuweliers lieten dan ook weten dat zij geen medailles konden leveren. Daarom werden de Eremedailles in het begin bij de Keizerlijke Munt, de Monnaie Impériale, in Parijs geslagen. In 1869 bood de Firma Albert Wunsch in Diekirch aan om medailles te slaan. Hij bood aan om de gouden medaille die in Parijs 85 gulden kostte en even duur was als een grootkruis van 85 gulden in het vervolg stilzwijgend van verguld zilver te slaan. Dat geschiedde vanaf 1872. Nu kostte de medaille slechts 11 gulden. Bronzen medailles kosten vijftig cent.
Koning Willem III heeft in Nederland maar weinig van deze eremedailles uitgereikt. De buiten Luxemburg, met name in Duitsland, uitgereikte medailles herinneren aan de reizen van de koning-groothertog. Hij onderscheidde het personeel van zijn vorstelijke Duitse gastheren, behulpzaam spoorpersoneel en na zijn verloving met Emma van Waldeck-Pyrmont in 1879 ook de kok, tuinman, valet en een gendarme in Arolsen.

## Dragers van de orde

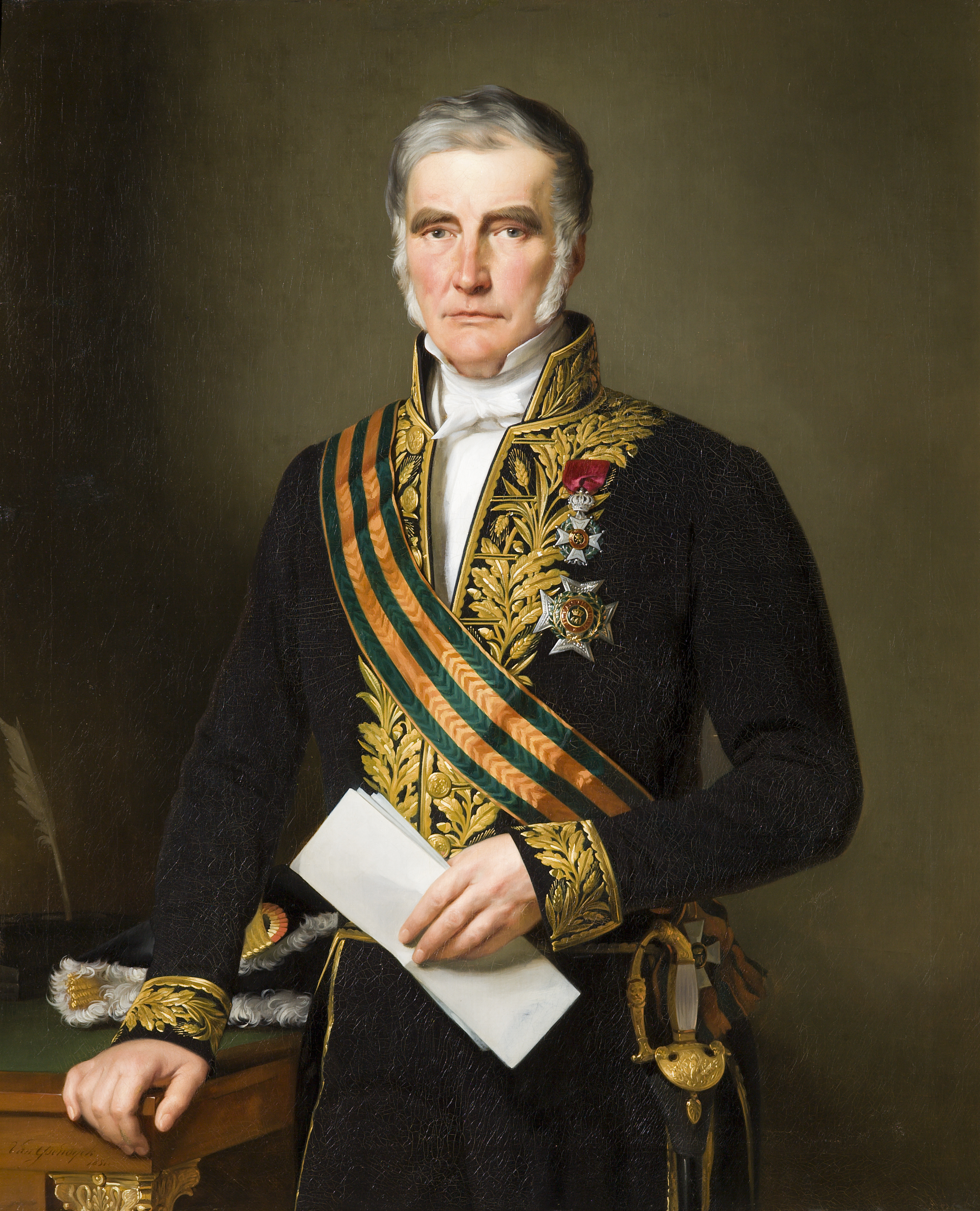
De gebruikelijke draagwijze van de Orde van de Eikenkroon.

De orde werd in de periode 1841 - 1891 5826 maal verleend.Het archief van de orde is bewaard. Er werd voorrang gegeven aan prinsen uit het Nederlandse en Luxemburgse hof, Frederik, Hendrik, Alexander en Willem werden op 1 januari 1842 tot grootkruis benoemd. Of de indertijd pas vierjarige prins Frederik Jr. werd benoemd is onduidelijk. Koning-groothertog Willem I die na zijn aftreden in 1840 als graaf van Nassau door het leven ging en hertog Adolf van Nassau werden waarschijnlijk benoemd tot grootkruisen, zekerheid bestaat daarover niet. In de genummerde lijst met grootkruisen zijn de prinsen uit het huis Oranje-Nassau en Nassau niet consequent opgenomen.
In de statuten van de Orde van de Eikenkroon staat geen bepaling over prinsen die bij hun geboorte, bij het bereiken van een bepaalde leeftijd, of na hun eerste communie in de Orde worden opgenomen. Dat is ook bij de Orde van de Nederlandse Leeuw en de Orde van Verdienste van Adolf van Nassau niet het geval. De Orde van de Gouden Leeuw van Nassau kent zo'n bepaling wel.
Onder de gedecoreerden zijn opvallend veel grootkruisen. Ook verder is het aantal hogere decoraties opvallend groot. Dat is te verklaren uit het protocol dat voorschrijft dat een onderdaan van een andere staat zo mogelijk een hogere onderscheiding zal ontvangen dan de onderscheiding die hij al van zijn eigen regering mocht ontvangen. Bij officiële bezoeken werden buitenlanders die al commandeur waren dus min of meer automatisch commandeur met de Kroon in de Orde van de Eikenkroon. Generaals, luitenants-generaal, admiraals, luitenants-admiraal, ministers, grootofficieren van een koninklijk huis zoals een hofmaarschalk en ambassadeurs mochten hoe dan ook op grond van hun rang op een grootkruis rekenen.
In de periode 1850 - 1890 werd een groot aantal commissarissen des Konings en burgemeesters van de drie grote steden in de Orde van de Eikenkroon opgenomen. Het grootkruis van de Orde van de Nederlandse Leeuw was voor hen te hoog gegrepen.
Op 1 januari 1842 werden de eerste decoraties, een grootkruis, vier commandeurskruisen met ster, zes commandeurskruisen en een ridderkruis toegekend. Het grootkruis was voor de (Pruisische) militair gouverneur, luitenant-generaal Friedrich Wilhelm zu Hessen-Kassel (1790-1876). De commandeurskruisen met ster waren voor staatskanselier Frédéric Georges Prosper Baron de Blochhausen (1802-1886) en de heren Friedrich Ferdinand Jacob Dumoulin (1776-1845), Gaspard Théodore Ignace de la Fontaine (1787-1871) en Jean-Baptiste Gellé (1777-1847).

## Dragers
Een selectie uit de 457 door de Nederlandse koningen benoemde grootkruisen

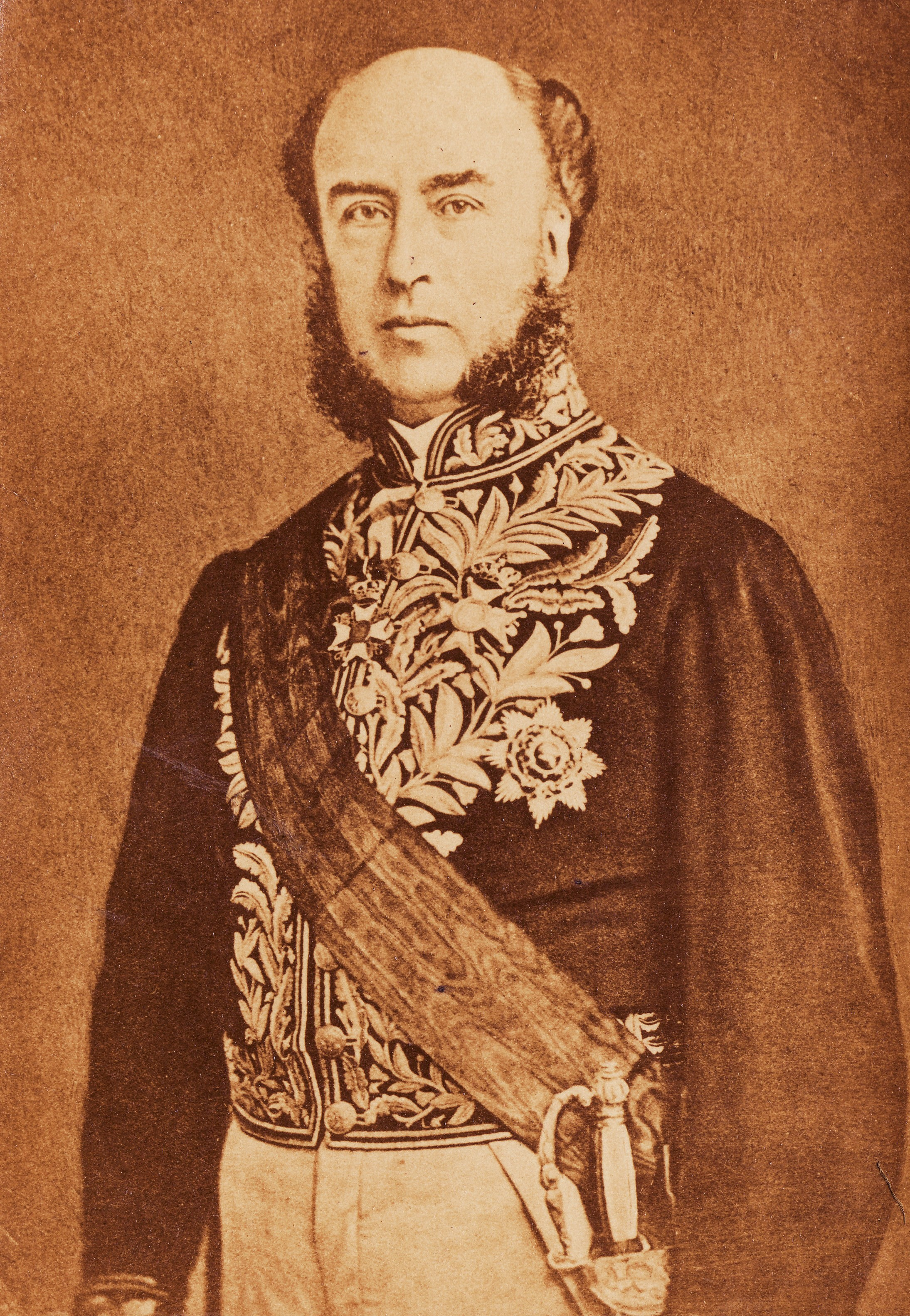
Jhr. Loudon met ster en lint

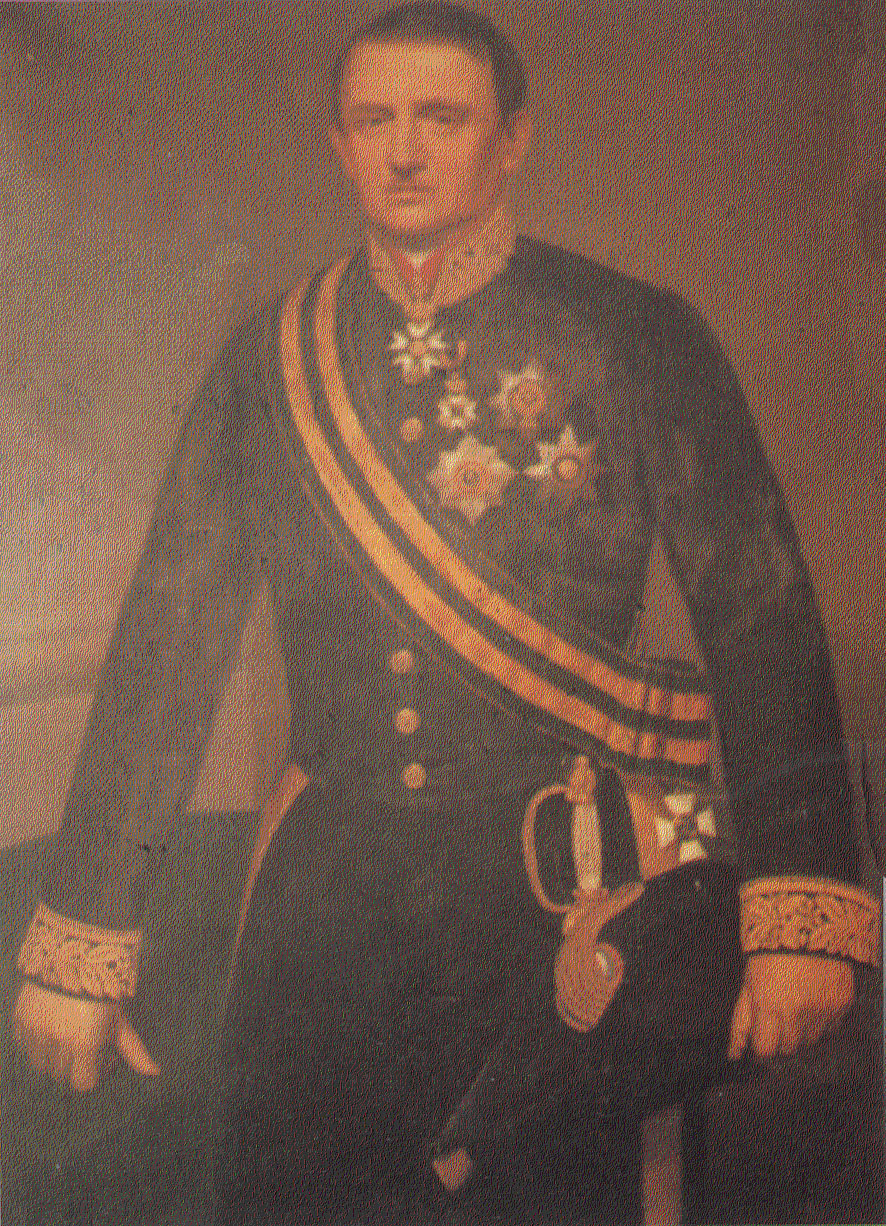
Baron de Tornaco met ster en lint

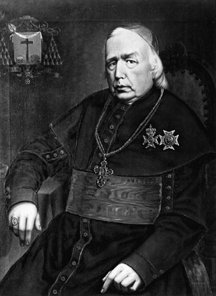
Mgr. Zwijsen met de ster van de Orde van de Eikenkroon en het borstkruis van de Orde van de Nederlandse Leeuw.

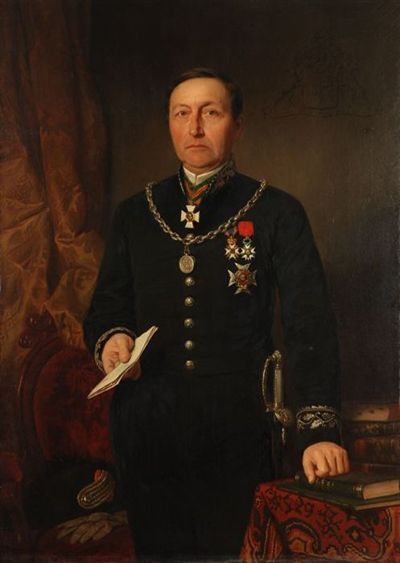
Burgemeester Joost van Vollenhoven met ster en halskruis van de Orde van de Eikenkroon

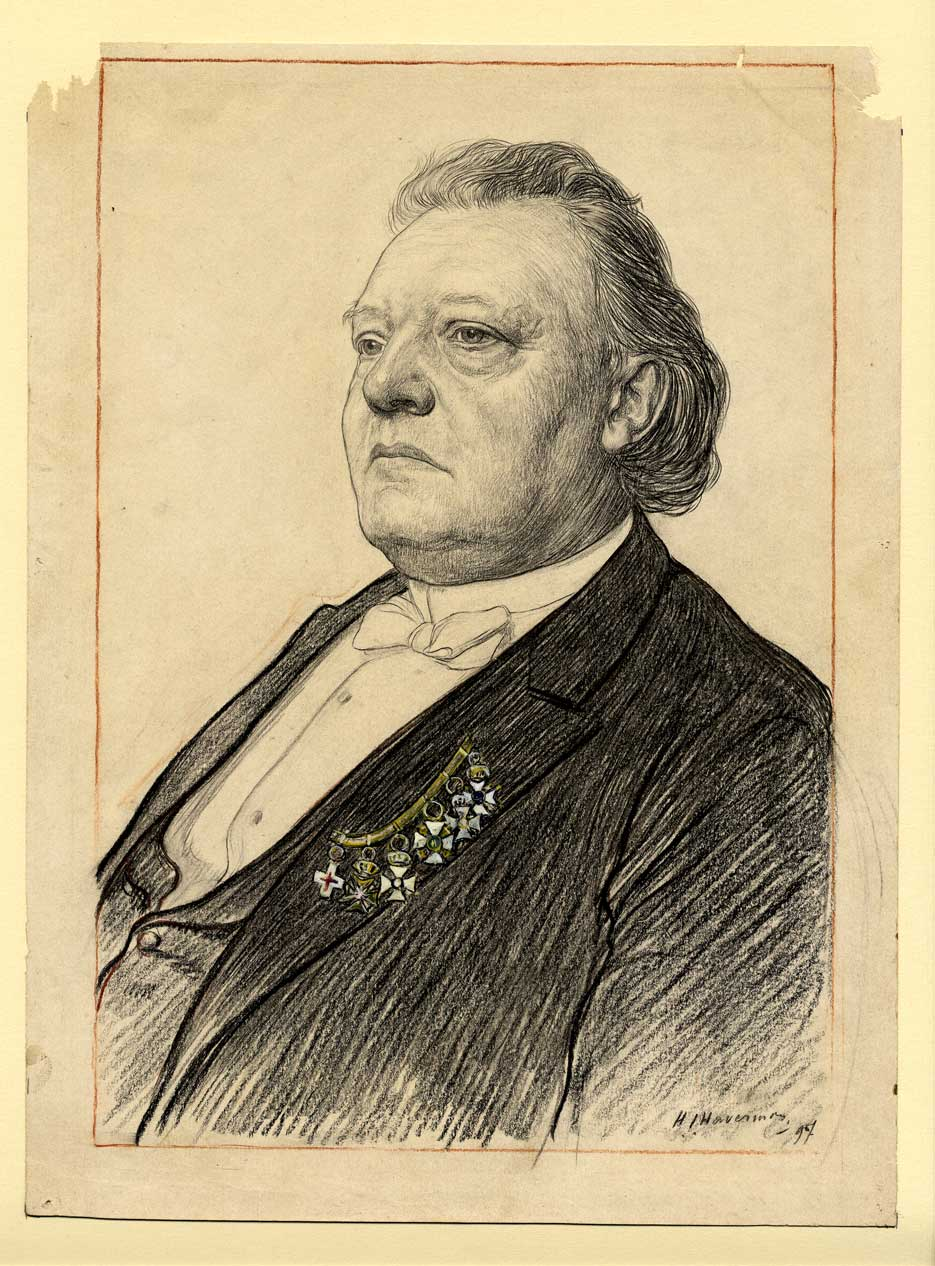
Dominee Perk met miniaturen

- Anne Paul François Rigot de Begnins (1794-1860).
- Adriaan Leonard Klerk de Reus (1856-1941).
- Georgios Kountouriotis (1784-1858), voorzitter van de Griekse Staatsraad. 22 april 1843.
- Jacobatsky Rizzo Neroulos (1778-1850), minister van Buitenlandse Zaken van Griekenland. 22 april 1843.
- Adolf Hertog van Nassau (1817-1905). 29 juni 1846. Hij werd in 1890 groothertog van Luxemburg en grootmeester van de Orde van de Eikenkroon.
- Maximiliaan Henry Steenberghe (1794-1860), luitenant-generaal.
- Moritz Wilhelm August Karl Heinrich von Nassau-Weilburg (1820-1850). 29 juni 1846. Zoon van de hertog van Nassau.
- Generaal Frederik van Pruisen (1794-1863), militair gouverneur van de Vesting Luxemburg. 24 november 1846.
- jhr. Carel Willem Johan Storm de Grave (1792-1878), luitenant-generaal, ridder in de Militaire Willems-Orde, commandeur in de Orde van de Nederlandse Leeuw.
- Luitenant-generaal Frans David Cochius (1787-1876). 30 mei 1848.
- Jean François Graaf Dumonceau (1790-1884). Commandeur in 1842, grootkruis op 10 april 1849.
- Henri Georges Graaf de Perponcher Sedlnitsky (1771-1856). 10 april 1849.
- Elias Canneman (1777-1861). 22 december 1850.
- Wilhelm Prins van Nassau (1832-1905).
- Friedrich Ludwig van Beieren, de latere Otto I van Griekenland (1815-1867). 24 oktober 1851.
- Jan Jacob Rochussen (1797-1871), gouverneur-generaal van Nederlands-Indië. 18 april 1852.
- Prins Willem Alexander Karel Hendrik Frederik der Nederlanden (1851-1884). De latere prins van Oranje ontving zijn grootkruis op zijn tiende verjaardag, de 25e augustus 1861.
- Marie Victor de Tornaco (1805-1875), staatsminister van Luxemburg. Commandeur in 1855, commandeur met Ster in 1859, bevorderd tot grootkruis op 19 februari 1863.
- Jan Heemskerk (1818-1897), minister van Binnenlandse Zaken van Nederland. Grootkruis op 27 mei 1868.
- Wilhelm de Perponcher Sedlnitzky (1819-1893). Grootkruis op 5 juni 1869.
- Otto Eduard Leopold von Bismarck-Schönhausen (1815-1898). Op dat moment buitengewoon gezant en gevolmachtigd minister van Pruisen bij de Duitse Bond. Grootkruis op 4 mei 1857.
- James Loudon ( 1824-1900), commissaris des Konings in Noord-Brabant. Commandeur met Ster in 1868, bevorderd tot grootkruis op 6 mei 1871
- Generaal-majoor à la Suite Jean Henri Felix Graaf Dumonceau, (1827-1918), militair en vertrouwd hoveling van Willem III, Emma en Wilhelmina. Adjudant en particulier secretaris. Officier in 1860, commandeur in 1875 en grootkruis op 19 november 1885.
- Luitenant-generaal à la Suite Arnold Emile Mansfeldt ( 1811-1894) van het Regiment Grenadiers en Jagers, archivaris van het Koninklijk Huisarchief. Ridder in 1849, officier in 1858, commandeur in 1860, commandeur met Ster in 1873, grootkruis op 28 januari 1886.
- Kiamal Saïd Mohammed Bey, introducteur der Ambassadeurs van de sultan van Turkije. Commandeur met Ster in 1858, bevorderd tot grootkruis op 12 oktober 1871.
- M. Weishaupt, directeur van de Pruisische Spoorwegen. Grootkruis op 27 oktober 1874
- August Ludwig Traugott Graaf zu Eulenburg (1838-1921), vice-opperceremoniemeester van de koning van Pruisen.
- Jhr. Gustave Marie Verspyck (1822-1909). Generaal, adjudant-generaal des Konings en kanselier der Nederlandse Orden. Grootkruis op 12 december 1880.
- Jhr. Jean Frederic Alewijn (1833-1890), directeur van het Kabinet des Konings. Commandeur met Ster in 1858, bevorderd tot grootkruis op 30 mei 1880.
- Generaal-majoor titulair Johannes Cornelis Jacobus Smits (1812-1887), adjudant des Konings i.b.d., eerste commandant van het Koninklijk Tehuis voor Oud-Militairen Bronbeek, ridder in 1844, bevorderd tot grootkruis in 1870.

Een selectie uit de 514 door de Nederlandse koningen benoemde commandeurs met Ster
- Typaldo, bibliothecaris van koning Otto I van Griekenland. Benoemd op 19 april 1849.
- Cabouli Effendi, eerste tolk van de Divan te Konstantinopel. Benoemd op 13 maart 1858.
- Ludovicus Royer (1793-1868), beeldhouwer en directeur van de Beeldhouwschool van de Koninklijke Academie van Beeldende Kunsten in Amsterdam. Commandeur in 1848, bevorderd op 1 november 1868.
- Mgr. Joannes Zwijsen (1793-1877) De eerste Nederlandse aartsbisschop van Utrecht en bisschop van 's-Hertogenbosch in de herstelde bisschoppelijke hiërarchie was goed bevriend met koning Willem II. Hij werd in 1867 door Willem III gedecoreerd met het commandeurskruis en de ster.
- Nikolaj Konstantinovitsj Schaffhausen-Schönberg-Eck-Schaufuss (1846 - 1911, kolonel en commandant van het Ve Regiment Grenadiers van Kiëv "Willem III der Nederlanden". Gedecoreerd op 7 oktober 1874.

Een selectie uit de 1147 commandeurs
- Pieter Forbes Wels, kolonel.
- Cornelis Jacob Abraham Speelman, generaal-majoor.
- Jan Joost Carel Taets van Amerongen, kolonel.
- Eugène Alexandre Etienne Dibbets, kolonel titulair.
- Hendrik Jan Willem Pisuisse, kolonel der infanterie.
- Jean Joseph Habets, generaal-majoor der cavalerie.
- Jan Frans Adolf Coertzen, schout-bij-nacht.
- Gerard Joseph Johannes Rochell, Commandeur in de Orde van de Eikenkroon, generaal-majoor tevens ridder in de Militaire Willems-Orde.
- Petrus Lodewijk Albertus Collard (1792-1868), directeur der rijksbelastingen.
- Johannes Henricus Salomon, kolonel, Commandeur in de Orde van de Eikenkroon en ridder in de Militaire Willems-Orde.
- Elias Canneman (1777-1861). Gedecoreerd op 5 maart 1843.
- Christiaan Philip Winckel (1799-1861), kapitein, commandant van het Ie Regiment Infanterie. Ridder in de Militaire Willems-Orde. Gedecoreerd op 30 april 1849.
- Jacob van Lennep, (1802-1868), letterkundige en dichter. Gedecoreerd op 12 mei 1849.
- Joan Jacob Adolf Alexander van Pallandt (1807-1876), heer van Westervoort. Burgemeester van Arnhem. Gedecoreerd op 10 oktober 1854.
- Jhr. Eduard August Otto de Casembroot (1812-1883), gouverneur van de prins van Oranje, luitenant-kolonel van de Generale Staf. Gedecoreerd op 4 september 1856.
- Nicolaas Pieneman (1809-1860), kunstschilder. Gedecoreerd op 10 september 1856.
- Willem Louis de Stürler (1802-1879), majoor der genie en schrijver. Gedecoreerd in 1856.
- Prof. Dr. Franciscus Cornelis Donders (1818 1889), hoogleraar Geneeskunde in Utrecht. Gedecoreerd op 3 november 1858.
- Carl Meyer Baron de Rothschild. (1820-1886), bankier in Frankfurt am Main. Gedecoreerd op 4 oktober 1859.
- Jan Messchert van Vollenhoven (1812-1881), burgemeester van Amsterdam. Gedecoreerd op 16 april 1860.
- Prof. Dr. Johannes Jacobus van Oosterzee (1817-1882), hoogleraar in de Theologie. Gedecoreerd op 17 november 1869.
- Charles Rochussen (1814-1894)., kunstschilder. Gedecoreerd op 15 mei 1876.
- Dr. Cornelis Wilhelmus Vinkhuyzen (1813-1893), lijfarts van koning Willem III. Gedecoreerd op 15 november 1861.
- Henri Vieuxtemps (1820-1881), componist en violist. Gedecoreerd op 15 mei 1876.
- Charles van der Does, hofpianist en commissaris van Z. M. pensionaires voor de toonkunst. Gedecoreerd op 23 mei 1876.
- Herman Frederik Carel ten Kate (1822-1891), kunstschilder. Gedecoreerd op 29 oktober 1876.
- Engelbart Adriaan Haitink, officier der genie.
- Johannes Henricus Behrns (1803-1883), taalkundige en inspecteur van het L.O. in Friesland.

Een selectie uit de 1148 officieren
- Samuel Sarphati (1813-1866), arts in 1860
- François de Casembroot (1817-1895), adjudant des Konings, kanselier der Nederlandse Orden. Ridder in 1857, bevorderd op 14 april 1859.
- Justinus Johannes Collard (1819-1897), kolonel der artillerie
- Carel Joseph Fodor (1801-1860), stichter Museum Fodor
- Léon Lhoëst (1898-1976), industrieel
- Meyer Alphons James Baron de Rohschild (1827-1905), bankier te Parijs. Gedecoreerd op 19 oktober 1861.
- Wilhelmus Smits, componist. Ridder in 1852, bevorderd tot officier in 1868.
- Ds. Scipio, hofpredikant van de vorst van Waldeck en Pyrmont. Deze predikant verenigde op 7 januari 1879 te Arolsen Willem III der Nederlanden en Emma in de echt. Gedecoreerd op 29 september 1878.
- Majoor Schoutow werd samen met 17 andere officieren van het Ve Regiment Grenadiers van Kiëv "Willem III der Nederlanden" op 2 april 1880 gedecoreerd. De koning vierde zijn veertigjarig jubileum.
- Marie Adrien Perk, dominee. Ridder in 1877, bevorderd tot officier op 12 mei 1885.

Een selectie uit de 2587 ridders
- Johann Conrad Ahn (1796-1866), archivaris van de Luxemburgse Kanselarij in Den Haag
- Adam George Camillus Alsche (1804-1885), Nederlands rechter, substituut-president van de rechtbank in Den Haag
- Daniel Jan Bijleveld (1791-1885), Nederlands rechter en politicus
- Jean François Bijleveld (1794-1875), burgemeester van Middelburg en Tweede Kamerlid
- Johann Georg Blum (1807-1878), archivaris van het secretariaat voor de zaken van het Groothertogdom Luxemburg
- Louis-Prosper Gachard (1800-1885), algemeen rijksarchivaris van België
- Doeke Hz Hellema (1828-1907), officier van gezondheid 2e klasse bij de Koninklijke Marine. Gedecoreerd op 10 juli 1860
- Johan George Hendrick Holsheimer, hoofdcommissaris van politie te Groningen
- Wessel Knoops (1800-1879), apotheker te Arnhem, oprichter van het later naar hem genoemde natuurkundig genootschap.
- Arie Johannes Lamme (1812-1900), eerste directeur van Museum Boijmans
- Everhardus Wijnandus Adrianus Lüdeking (1830-1877), dirigerend officier van gezondheid eerste klasse
- Aloysius Franciscus Xaverius Luyben (1818-1902), jurist, lid van de Tweede Kamer, minister en lid van de Raad van State i.b.d.
- Jhr. François Adrien Meijer (1839-1904), officier der Cavalerie. Gedecoreerd op 19 september 1861
- Hendrik Jan Oosting (1787–1879), burgemeester van Assen
- Charles Piot (1812-1899), algemeen rijksarchivaris van België
- Stephen Hendrik de la Sablonière (1825-1888), burgemeester van Kampen[12]
- Jacob Swart (1796-1866), koninklijke hydrograaf, firma Hulst van Keulen te Amsterdam
- Adolphe Sax, de instrumentenbouwer en uitvinder van de saxofoon.
- Gillis Valckenier (1817-1876), ondernemer, wethouder van Harlingen.
- Antonius Mathijsen (1805-1878), officier van gezondheid 1e klasse en uitvinder van het Gipsverband.

## De Nederlandse dragers van de eremedailles
Zilveren Ere-Medailles
- Hermanus Cornelis Louis Avink (1827 - 1895), conciërge van Paleis het Loo. 25 april 1880
- W.C. van der Laan, bloemist in 's-Gravenhage. 13 mei 1880
- Bernardus Franciscus Nicolaas Franse (1845 - na 1888). 12 oktober 1880
- Hendrik Koen (1832 - na 1884). 12 oktober 1880
- Johan Coenraad Kros (1830 - ?). 12 oktober 1880
- Martinus Johannes Langeveld (1812 - ?). 12 oktober 1880
- Martinus Daniël Neeteson (1841 - na 1888). 12 oktober 1880
- Herbert Joseph Sprenger (1831 - na 1882). 12 oktober 1880
- Willem Isaac Adrianus van Zant (1841 - na 1890). 12 oktober 1880
- Herman Wilhelm Botzen (1834 - na 1876). 18 november 1880
- Jacob Hobein (1810 - 1888), opperstuurman van de Koninklijke Marine. 16 maart 1881
- Johann Heinrich Völlmar (1822 - 1898), kapelmeester van het Regiment Grenadiers en Jagers. 3 juni 1882
- J.J. Schott, adjudant-onderofficier in Nederlandse Dienst. 13 juni 1882
- Maarten Pronk (1835 - 1921), meester-loods der Ie Klasse. 12 maart 1883
- W. Schipper, "Huissier au Cabinet du Roi" (kamerbewaarder). 18 januari 1884. De kamerbewaarders van de ministers werden vaak broeder van de Orde van de Nederlandse Leeuw, een onderscheiding waaraan ook een pensioen was verbonden. De heer Schipper bezat wél koninklijke maar geen politieke patronage en viste achter het net.
- W.F. Carley, "Sous-adjudant du'ordonnance du Roi". 11 oktober 1885
- Bernardus Peppink (1849 - 1938), RMWO 1877 "Sous-adjudant du'ordonnance du Roi". 11 oktober 1885
- W.A. van Leersum, parkwacht bij Paleis het Loo ("De Klompenwacht"). 4 oktober 1886
- D. Overdijking, sergeant-majoor-armurier. 4 oktober 1886
- J.J. van Leersum, portier van het Koninklijk Paleis in Den Haag. 24 januari 1888
- J.M. Swuste, kamerdienaar des Konings. 4 november 1888
- Wilhelmus Hendrikus Jacobus Hemmes (1838 - 1901), bediende bij het Haags Gemeentemuseum, tijdelijk ziekenzorger bij koning Willem III.[14] 15 mei 1889
- Hendrik Lonnee (1901-1995), brigadier bij de Zwolse politie voor, tijdens, en na de Tweede Wereldoorlog. 1945

Gouden en bronzen Ere-medailles
Deze werden niet aan Nederlanders verleend.